# Damias occidentalis
Damias occidentalis är en nattfjäril av familjen näbbflyn som beskrevs av Rothschild och Jordan  1912. Damias occidentalis ingår i släktet Damias och familjen björnspinnare. Inga underarter finns listade i Catalogue of Life.